# Chuck Behler
Charles "Chuck" Behler (ur. 13 czerwca 1965) - to były perkusista amerykańskiej grupy thrash metalowej Megadeth w latach 1987–1989. Nagrał z nią jedynie jeden album - "So Far, So Good... So What!".

## Filmografia
- The Decline of Western Civilization Part II: The Metal Years (1988, film dokumentalny, reżyseria: Penelope Spheeris)[2]